# Vražići
Vražići ist ein Dorf in der Gemeinde Čelić in Bosnien und Herzegowina. Es befindet sich im Kanton Tuzla der Föderation Bosnien und Herzegowina, in der Nähe des Majevica-Gebirges. Im Westen grenzt Vražići an Velino Selo und im Osten an Brnjik. Im Süden Vražićis fließt die Šibošnica mit dem bekannten Wasserfall Brana.
Laut Volkszählung 2013 lebten 1.596 Menschen in Vražići; zur letzten Volkszählung im Jahr 1991 waren es 1.582 Einwohner. Die Einwohner sind fast ausschließlich Bosniaken.

## Sport
Es besteht ein Fußball-Verein namens NK Vražići 92, welcher 1962 gegründet wurde. Früher wurde der Vereinsname oft verändert.

## Medien
Vražići beherbergt auch einen Radiosender namens Radio Avaz.